# Fonyódi Helikon
A Fonyódi Helikon költőtalálkozó huszonöt éven keresztül került megrendezésre a fonyódi Mátyás Király Gimnáziumban. Az első találkozó 1981. március 20-án került megrendezésre. Alapító tagjai: Berta Árpád, Bertók László, Fodor András, Kerék Imre, Papp Árpád, Laczkó András, Simon Ottó és Takáts Gyula. A találkozón az alapítókon kívül számos költő, író, szerkesztő, irodalmár jelent meg, például Ágh István, Csoóri Sándor, Jászberényi Emese, Lator László, Mezey Katalin, Oláh János, Szederkényi Ervin, Somlyó György, Tüskés Tibor. A találkozók során évről évre egy megadott tematikát követve folytattak irodalmi értekezéseket, 1985-től évente jelentek meg A Fonyódi Helikon kisantológiái, amelyek a költők verseit és az értekezések szövegeit közölték.

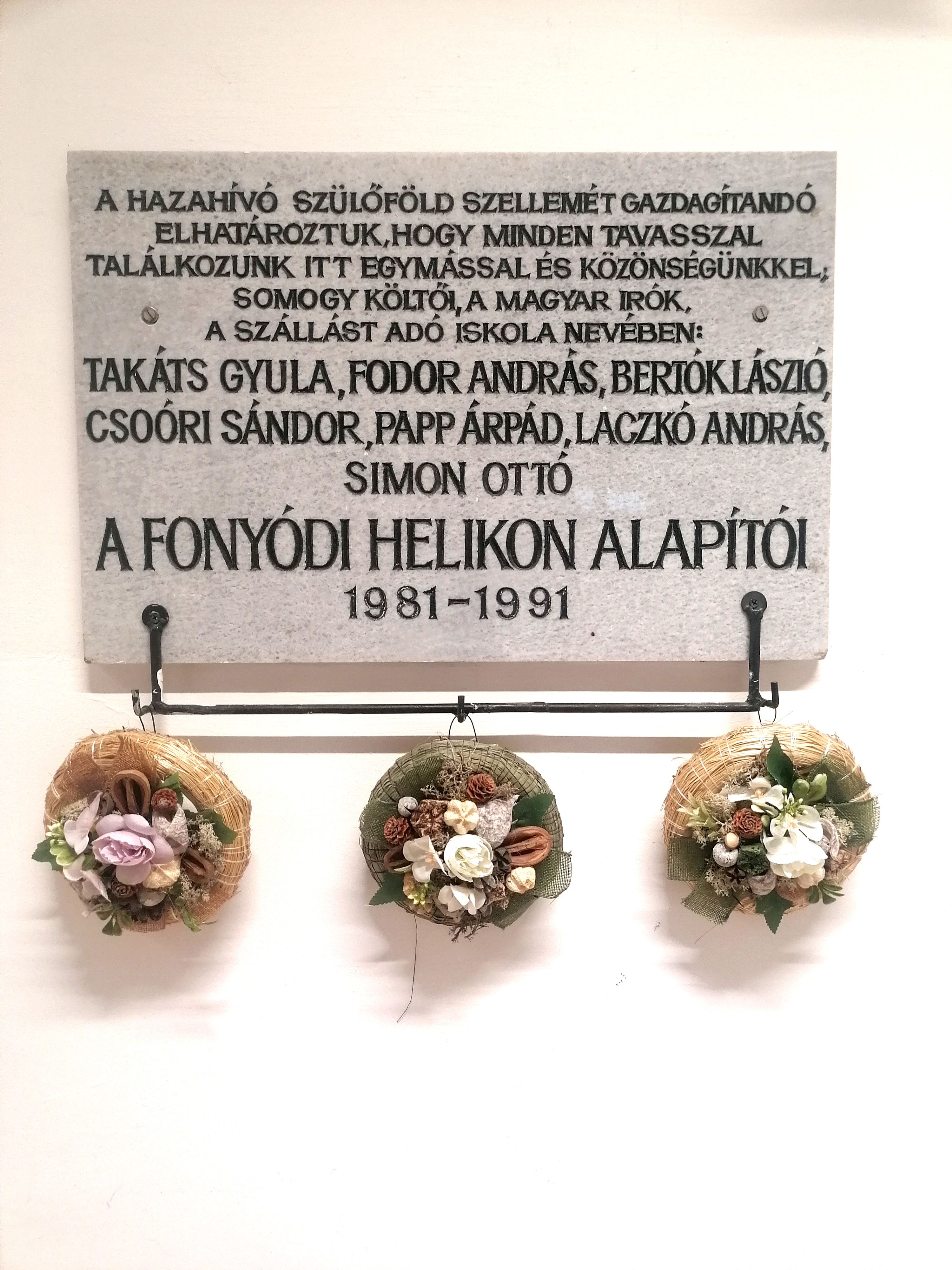
A Fonyódi Helikon megkoszorúzott emléktáblája

## A Fonyódi Helikon kisantológiái
- – (1985)
- Vidéki Magyarország (1986)
- Az irodalmi folyóiratok szerepéről (1987)
- Verskoszorú Nagy László emlékére (1988)
- Irodalmi folyóiratok és társaságok szerepe a megújulásban (1989)
- Az irodalmi folyóiratok helyzetéről (1990)
- Az irodalmi folyóiratok helyzete 1990-ben (1991)
- Európaiság a Duna völgyében (1992)
- Irodalom és mecénatúra (1993)
- Folyóiratok a változó időben (1994)
- A folyóiratok és az irodalmi társaságok (1995)
- A hely szelleme (1996)
- Irodalomtanítás és irodalom (1997)
- A nemzeti kultúra védelme (1998)
- Emlékezés Fodor Andrásra (1999)
- A vers születése (2000)
- Húsz éves A Fonyódi Helikon (2001)
- Takáts Gyula 90 éves (2002)
- Emlékezés Illyés Gyulára (2003)
- Fél évtized a Barátság Dalnoka nélkül (2004)